# Фудзі-Йосіда

35°29′15″ пн. ш. 138°48′29″ сх. д. / 35.48750° пн. ш. 138.80806° сх. д.
Фу́дзі-Йо́сіда (яп. 富士吉田市, ふじよしだし, МФА: [ɸud͡ʑi joɕida ɕi̥]) — місто в Японії, в префектурі Яманасі.

## Короткі відомості
Розташоване в південно-східній частині префектури, біля північного підніжжя гори Фудзі. Виникло на основі середньовічного прихрамового містечка біля синтоїстського святилища Фудзі-Сенґен. В ранньому новому часі було постоялим поселенням. Засноване 20 березня 1951 року шляхом об'єднання містечок Фудзі-Камі-Йосіда, Акамі, Сімо-Йосіда. Основою економіки міста є сільське господарство, текстильна промисловість, комерція, туризм. Традиційне ремесло — виробництво кайського шовку. В місті розташований північний шлях для підйому на гору Фудзі, туристичні бази для огляду п'яти озер Фудзі. Станом на 1 квітня 2009 площа міста становила 121,83 км². Станом на 1 липня 2011 населення міста становило 50 245 осіб.

## Міста-побратими
- Колорадо-Спрингс, США (1962)
- Шамоні, Франція (1978)